# 塩生康範
塩生 康範（しおの やすのり、1966年6月25日 - ）は、栃木県生まれのゲームミュージック作曲家。

## 主な作品
- ミラクルロピット 〜2100年の大冒険〜
- ミッドガルツ
- ガウディ 〜バルセロナの風〜
- アークスII -Silent Symphony-
- あーくしゅ
- グラナダ
- D 〜欧州蜃気楼〜
- Ryu 〜哭きの竜より〜
- FZ戦記アクシス
- エストポリス伝記
- エストポリス伝記II
- エストポリス伝記 ～よみがえる伝説～
- カオスシード 〜風水回廊記〜
- エナジーブレイカー
- フロンティア ストーリーズ
- Disney's マジカルパーク
- 紅蜘蛛/Red Spider（同人作品）